# Chrysocorythus mindanensis
Chrysocorythus mindanensis (щедрик мінданайський) — вид горобцеподібних птахів родини в'юркових (Fringillidae). Ендемік Філіппін. Раніше вважався підвидом острівного щедрика, однак був визнаний окремим видом.

## Поширення і екологія
Мінданайські щедрики є ендеміками острова Мінданао, де зустрічаються на схилах гір Апо і Кітанглад. Вони живуть у вологих гірських тропічних лісах, у високогірних чагарникових заростях та на високогірних луках. Живляться переважно насінням, доповнюють раціон ягодами, плодами і дрібними комахами.

## Збереження
МСОП класифікує стан збереження цього виду як близький до загрозливого. За оцінками дослідників, популяція мінданайських щедриків становить від 1000 до 2500 дорослих птахів.